# Judaísmo e Natal
Ao longo da história do cristianismo, os povos judeus foram historicamente minorias religiosas em países que eram majoritários ou mesmo oficialmente cristãos. Com o tempo, desenvolveu-se uma relação única entre os judeus e o principal feriado cristão do Natal, incluindo a criação de tradições separadas e a interseção de Hanukkah e Natal, entre outras convergências. Algumas práticas se perpetuam por um sentimento de alteridade, enquanto outras são apenas atividades descontraídas, acessíveis quando as lojas fecham na época do Natal.
O judaísmo e o cristianismo interagiram e se cruzaram historicamente, permanecendo teologicamente e emocionalmente distintos. Muitos judeus têm sido historicamente a minoria religiosa em países de maioria cristã e experimentaram antissemitismo baseado em crenças cristãs. Historicamente, alguns grupos judaicos desenvolveram sentimentos, tradições e obras de arte e literatura em oposição ao cristianismo; no entanto, ao contrário do antissemitismo cristão, esse anticristianismo judaico geralmente tem sido sutil e destinado ao propósito de preservar a cultura e o modo de vida judaicos em face da pressão para assimilar a religião cristã. 
Um exemplo desse fenômeno é Toledot Yeshu (em hebraico:  ספר תולדות ישו, "O Livro das Gerações/História/Vida de Jesus"), um texto popular entre os judeus medievais e modernos que ataca a mitologia cristã através da paródia.  Embora não tenha sido aceito no judaísmo rabínico tradicional, o texto foi considerado uma importante fonte histórica por escribas e estudiosos judeus.
Segundo Marc B. Shapiro, a palavra Natal não aparece na literatura rabínica, em adesão à proibição halakhica de mencionar o nome de um feriado idólatra se esse nome representa o ídolo em questão como divino ou soberano.  Em textos judaicos medievais, o feriado é referido como Nittel,  derivado do latim medieval Natale Dominus que é também a origem etimológica do nome francês para o Natal: "Noël".

## Atividades judias no Natal

### Nittel Nacht
Nittel Nacht é um termo usado na literatura judaica histórica para a véspera de Natal.  Nesta noite, segmentos da comunidade judaica asquenaze e especificamente judeus hassídicos historicamente se abstiveram do estudo da Torá.  Esta prática, que começou no início do período moderno, foi acompanhada por várias outras tradições na mesma noite, incluindo abstinência sexual, consumo de alho e reuniões sociais.  No entanto, a prática não foi aceita pelas yeshivas da Lituânia, que sustentavam que o estudo da Torá deveria continuar na véspera de Natal. 

### Chrismukkah
O termo Chrismukkah, uma junção de Natal e Hanukkah, foi cunhado em um episódio de dezembro de 2003 do The O.C. para se referir a uma combinação de Natal e Hanukkah. O termo se tornou popular e a Warner Bros. começou a vender mercadorias relacionadas, mas a Liga Católica e o Conselho de Rabinos de Nova York divulgaram uma declaração conjunta condenando a ideia como uma "bagunça multicultural" que eles afirmaram ser um insulto tanto para cristãos quanto para judeus.
Um termo semelhante em alemão, Weihnukka, é uma combinação de Weihnachten e Chanukka. Em francês, Hannoël combina Hanoucca com Noël.

### Canções natalinas compostas por judeus
Muitas canções populares de Natal, especialmente nos Estados Unidos, foram escritas por compositores judeus, incluindo "White Christmas", "The Christmas Song", "Let It Snow", "It's the Most Wonderful Time of the Year" e "Rudolph the Red-Nosed Reindeer". Essas canções enfocam os aspectos seculares do Natal, e não os aspectos religiosos, retratando o Natal como um feriado americano. Um escritor observou que "toda a trilha sonora deste feriado, com notavelmente poucas exceções" foi escrita por judeus.